# شاشالاكا عادي
شاشالاكا عادي (الاسم العلمي: Ortalis vetula) هو نوع من الطيور يتبع جنس الشاشالاكا من فصيلة القرازية.
يبدو شاشالاكا العادي بحجم متوسطه 56 سم، ووزنه المتوسط 0.65 كجم بعنق طويل ورأس صغير وعاري الرقبة. الشاشالاكا البالغ له رأس ورقبة تظهر باللون الرمادي وذيل أسود.

## السلوك
هذا النوع من الطيور يتردد كثيراً على الغابات الجافة والرطبة، وخصوصاً تلك الغابات التي تكثر فيها أشجار السافانا. وعادة ما توجد هذه الطيور في مجموعات قد يصل عددها إلى 15 طير. الشاشالاكا طير ماكر وحذر ويهرب حين يشعر بأدنى خطر.
يتغذى الشاشالاكا على الأشجار وعلى الزهور والبذور وكذلك على ثمار الفواكه مثل التين وثمر النخيل، بل هو آفة خطيرة على المحاصيل الزراعية مثل الطماطم والخيار. ويتميز طير الشاشالاكا العادي بصوت مرتفع ومزعج جداً، خاصة في الصباح الباكر وفي بداية المساء، بل يشبهه البعض بمثل أصوات جدل النساء.

## التكاثر
يتكاثر طير الشاشالاكا عادة في موسم الأمطار، بحيث يضع بيضه على العش المكون من الأغصان والألياف النباتية. ويضع من بيضتين إلى 4 بيضات.

## الإنتشار
يعتبر طير الشاشالاكا من الطيور الغير مهددة بالانقراض، ويقدر العلماء أن عدد هذه الطيور بتراوح ما بين 500,000 و 5,000,000 طير شاشالاكا منتشرة في شمال أميركا الجنوبية.